# Il più bel secolo della mia vita
Il più bel secolo della mia vita è un film del 2023 diretto da Alessandro Bardani.

## Trama
Una legge italiana impedisce a Giovanni di sapere l'identità dei suoi genitori biologici prima del compimento del suo centesimo anno di età. Per riuscire ad attirare l'opinione pubblica, la sua unica speranza è ottenere la complicità di Gustavo, unico centenario non riconosciuto alla nascita ancora in vita.
Così, i due partono alla volta di Roma, dove dovranno incontrare il ministro dell'interno, che consegnerà al centenario il suo fascicolo personale. Tuttavia Gustavo si dimostra più volte contrario a fare ciò, serbando da anni un forte rancore nei confronti della madre mai conosciuta.
Arrivati a Roma, Gustavo conosce Gianna, la madre adottiva di Giovanni, e si reca con il ragazzo alla conferenza alla quale presenzierà anche la ministra. Durante l'evento, però, Gustavo si rifiuta di aprire il fascicolo, lasciando sbigottiti ministra e presenti e causando l'ira di Giovanni. Ma le parole di Gustavo quando decide di non conoscere il nome della madre sono molto profonde: una madre è la donna che ti ama, che ti accompagna durante la crescita, che è presente nella tua vita, non una donna che ti ha messo al mondo e basta. Sono parole dirette specialmente a Giovanni che quando da adulto ha saputo di essere stato adottato è teso solo a conoscere la madre naturale e si è molto allontanato dalla madre adottiva, Gianna.
Dopo un po' tuttavia, Gustavo si riappacifica col ragazzo e decide di aprire il fascicolo, sul quale legge finalmente il nome della madre. Così insieme si recano al cimitero dove è sepolta la madre dell'anziano. Giovanni trova la tomba della donna, che è però sprovvista di fotografia: siccome Gustavo sta aspettando quel momento proprio per vedere il volto di sua madre, Giovanni decide di apporre sulla lapide la foto di un'altra defunta. Gustavo vede la tomba e la foto e saluta sua madre pacificamente, come a dimostrare di averla finalmente perdonata. Dopo questo toccante incontro, i due amici lasciano il cimitero, diretti verso casa di Gianna.

## Promozione
Il primo trailer del film è stato diffuso il 18 luglio 2023.

## Distribuzione
La pellicola è stata distribuita nelle sale cinematografiche italiane a partire dal 7 settembre 2023.

## Riconoscimenti
- 2023 - Giffoni Film Festival[2]
  - Miglior film - Sezione generator +18
- 2024 - David di Donatello
  - Candidatura per la migliore canzone originale per La vita com'è
- 2024 - Pellicola d'oro[3]
  - Candidatura per la miglior sartoria cineteatrale (Peruzzi)
  - Candidatura per il miglior maestro d'armi a Giorgio Savino